# 加トちゃんのビバノンラジオ全員集合
加トちゃんのビバノンラジオ全員集合（かトちゃんのラジオぜんいんしゅうごう）は、1994年10月3日から1996年3月29日まで放送されたニッポン放送のラジオ・バラエティ番組。
なお、正式タイトルは放送時刻を頭に付けた『6時だョ!（8時だョ!）加トちゃんのビバノンラジオ全員集合』だった。

## 概要
1994年秋にナイターオフシーズンの番組としてスタート。パーソナリティにはこれがラジオ初レギュラーとなるザ・ドリフターズの加藤茶を起用し、当時まだ若手だった増山さやかアナウンサーをアシスタントに起用してスタートした。
当初は1シーズンのみの放送予定だったが好評を博したことからプロ野球の1995年シーズンが開幕すると放送時間を毎週月曜日20時枠に移動、さらにオフになるともとの平日18時枠に戻って放送が継続された。
加藤はこの番組での実績が評価されて、1996年春で終了することになった平日午前枠の『玉置宏の笑顔でこんにちは!』の後番組を任されることになり、同年4月1日より『加トちゃんのラジオでチャッ!チャッ!チャッ!』がスタートした。

## 出演者
- 加藤茶（パーソナリティ）
- 増山さやか（アシスタント、ニッポン放送アナウンサー）
  - 加藤は当初、彼女のことを「さやかちゃん」と呼んでいたが、共演期間が長くなり慣れるに従って、ただ単に「増山」と呼ぶだけに変わった。

## コーナー

### 18時枠の場合
- 加トちゃんのファミリーポエム「お父さん、アンタも好きねェ」（1994年次）→家庭円満ズンドコ伝説（1995年次）
  - リスナーからの投稿コーナー。
  - このコーナーのみ、1週間遅れで全国のNRN系列局にネットされていた事がある。なお岐阜放送もネットしていた。ワイド番組同様に加トチャンペで締めていた。
- 加トちゃんのビバノンクイズ「チョットだけよ」
- 体験告白いいこと電話（1994年次）→ガチンコテレフォン（1995年次）
- スポーツチェック
- 夕刊茶スポ（1994年次）→ビバノン大学本日開講（1995年次）

## エピソード
- のちに「加トちゃんのラジオでチャッ!チャッ!チャッ!」以降コンビを組むことになる桜庭亮平アナウンサーは当時、当番組でニュースデスク担当のアナウンサーとして出演していた（当然ながら、加藤との絡みはほとんどなかった）。
- ナイターシーズン中の月曜20時枠時代、直前の19時枠を吉幾三が担当していたが、こちらの番組も増山がアシスタントだったことから、吉は番組エンディングになると当番組のことを「次は加トちゃんの録音番組」などと散々に揶揄して増山を困らせ、当番組が始まるとオープニングで加藤が「録音、録音と言いたい放題言いやがって…」と吉に対して半ば呆れ気味に文句を言い返すのがお約束だった（なお、吉は当番組にも予告なしに乱入したことがある）。
- 加藤が初めてレギュラーで担当したラジオ番組だったこともあって、番組ジングルには加藤のギャグ（クシャミと「加トちゃんでございますよ～」）を盛り込んだものも作られた。
- 月曜20時枠に移行後、エンディングで加藤と増山が「加トちゃん、ペッ」でお別れするようになり、1995年のナイターオフシーズンからは「ビバノンノン～」でお別れするパターンと併用されるようになった。
- 加藤は後に「加トちゃんのラジオでチャッ!チャッ!チャッ!」を経て、1998年4月から「加トちゃんの黄金伝説'98」で、ふたたび月曜20時枠に復帰した（ただし当番組と直接の関係はなく、番組自体も30分番組になった）。
- 「チョットだけよ」では必ず解答者への性的な質問が含まれていた。
- タイトル元ネタ「8時だョ!全員集合」は、ラジオとテレビとの違いがあるとはいえライバルTBSの番組である。